# Ouvertüre: Blindekuh
Ouvertüre: Blindekuh är en ouvertyr av Johann Strauss den yngre. Den spelades första gången den 9 december 1878 på Theater an der Wien i Wien.

## Historia
Till skillnad från de flesta Straussouvertyrer framfördes den till Blindekuh före själva operettens premiär. Strauss valde att göra sin ouvertyr tillgänglig för journalistföreningen "Concordia" och en välgörenhetskonsert i deras namn, vilken avhölls i Theater an der Wien den 9 december 1878. Inkomsterna från konserten gick till föreningens pensionsfond och Strauss valde att själv dirigera konserten. Recensenten från tidningen Illustriertes Wiener Extrablatt skrev den 10 december om konserten: "Hälsa av stormande applåder steg Johann Strauss upp på dirigentpulten. Knappt en minut senare kunde man se ivriga fingrar trumma takten och huvuden vagga fram och tillbaka som vattenliljor i takt till musiken. En gäckande polka och en skälmsk vals leker blindbock [= Blindekuh] med varandra i Strauss ouvertyr; de leker tafatt, försöker få tag i varandra - en underbar lek - i vilken publiken deltog med sådan glädje att Strauss fick ta om hela ouvertyren. En stor lagerkrans överräcktes till maestron". 
Dessvärre motsvarade den "ivrigt väntade" Blindekuh inte publikens förväntningar. Detta, tillsammans med den nedgörande kritiken, ledde till att verket endast spelades sexton gånger. Strauss tog nederlaget hårt. Torsdagen den 26 december 1878 framträdde han i Musikverein för att dirigera det första offentliga framförandet av ouvertyren vid en av brodern Eduard Strauss promenadkonserter med Capelle Strauss. Stycket blev återigen en stor succé och trots att publikantalet var det största sedan byggnaden hade invigts 1870 förmådde visserligen publiken Strauss att ta om stycket men han vägrade kategoriskt att framföra några av de sedvanliga extranummer. Snart hade Strauss glömt Blindekuh, men ouvertyren och några av operettens orkesterverk framfördes regelbundet av andra orkestrar.
Allegretto-delen av ouvertyrens inledning bygger på vasen "Blindekuh! Blindekuh!", vilken dominerar finalen till akt II (Nr. 14). Den följs av en kort Allegretto-del åter igen från finalen till akt II, Waldines scen"Eins, zwei, drei, vier". Den leder i sin tur via en tremolopassage till en repetition (Allegro moderato) av Waldines finalvals i akt II, "Blindekuh! Blindekuh!". En ovanlig Allegro moderato i polkarytm (som inte återfinns i det publicerade klaverutdraget och som förmodligen består av kasserat material från operettens sista version) leder vidare till en Tempo di Marcia som bygger på sista delen av ackompanjemanget till Tempo di Marcia-delen ("Arm in Arm wird jetzt marschiert") i finalen till akt I (Nr. 7). En 6/8-modulering av det oidentifierade Allegro moderato, nu i en annan tonart (G), och efter en kort passage i 6/8-takt återkommer valstemat "Blindekuh! Blindekuh!", denna gång spelad Moderato i 6/8-takt. Marschtemat återkommer och en kromatisk fras används för att transponera den till tonarten C, varpå musik från finalen till akt II (Nr. 9) används till ouvertyrens slut.

## Om verket
Speltiden är ca 9 minuter och 32 sekunder plus minus några sekunder beroende på dirigentens musikaliska tolkning.

## Weblänkar
- Ouvertüre: Blindekuh i Naxos-utgåvan.